# 出连虔
出連虔（？—？），五胡十六国西秦乞伏炽磐时尚书右仆射，鲜卑族，姓出连。
出连虔初为右仆射，415年，乞伏炽磐任命尚书右仆射出连虔为都督岭北诸军事、凉州刺史；任命凉州刺史乞伏谦屯为镇军大将军、河州牧。422年，北凉沮渠蒙逊派前将军沮渠成都，率军一万，到岭南示威，大军屯驻在五涧。九月，乞伏炽磐派遣征北将军出连虔率领骑兵六千人，袭击沮渠成都。十月，出连虔与沮渠成都交战，生擒沮渠成都。乙弗鲜卑提孤叛，出连虔遣使劝喻归降。转任沙州刺史，426年十一月，夏国征南大将军呼卢古与车骑大将军韦伐合兵攻打出连虔据守的湟河。出连虔派后将军乞伏万年击退了呼卢古和韦伐的进攻。